# The Vertigo of Bliss
The Vertigo of Bliss è il secondo album discografico del gruppo musicale alternative rock dei Biffy Clyro, pubblicato nel 2003 dalla Beggars Banquet Records.
La copertina del disco è stata disegnata dall'artista italiano Milo Manara.
Il 2 aprile 2012 è stata pubblicata una riedizione dell'album in formato di doppio LP contenente 7 B-side che accompagnavano i singoli.

## Tracce
Testi di Simon Neil, musiche di Biffy Clyro.
1. Bodies in Flight – 5:17
2. The Ideal Height – 3:41
3. With Aplomb – 5:29
4. A Day Of... – 2:24
5. Liberate the Illiterate/A Mong Among Mingers – 5:28
6. Diary of Always – 4:04
7. Questions and Answers – 4:02
8. Eradicate the Doubt – 4:26
9. When the Faction's Fractioned – 3:36
10. Toys, Toys, Toys, Choke, Toys, Toys, Toys – 5:28
11. All the Way Down: Prologue Chapter 1 – 6:43
12. A Man of His Appalling Posture – 3:25
13. Now the Action Is on Fire! (contiene la traccia nascosta "Ewen's True Mental You") – 8:01

Durata totale: 62:04
Bonus track Edizione 2012
1. Ewen's True Mental You – 1:37
2. ...And with the Scissorkick Is Victorious – 5:24
3. Do You Remember What You Came For? – 3:31
4. Good Practice Makes Permanent – 4:19
5. Let's Get Smiling – 3:04
6. Muckquaikerjawbreaker – 4:10
7. I Hope You're Done – 3:40

## Formazione
Biffy Clyro
- Simon Neil - voce, chitarra
- James Johnston - basso, voce
- Ben Johnston - batteria, voce

Altri musicisti
- Kimberlee McCarrick - violino (1,3,14)
- Martin McCarrick - violoncello (1,3,14)